# آل باوند

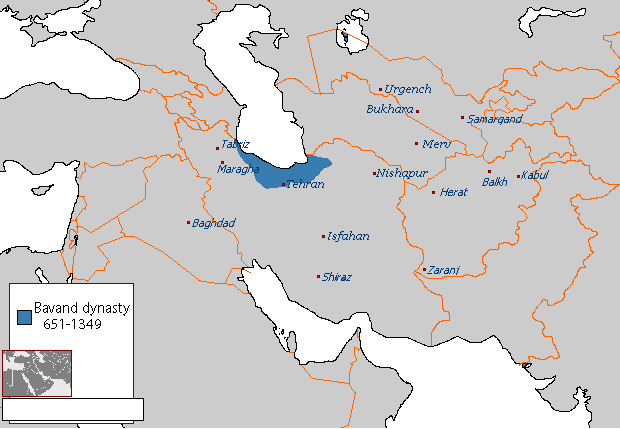
دولة آل باوند في أوجها.

أسرة باوند (وتُكتب أيضاً باڤند)، أو ببساطة باونديون، هي سلالة فارسية حكمت في أرض آبائها في بلاد فارس في طبرستان (مازندران) تنحدر من الملوك الساسانيين
وتنسب السلالة بأنها من العاهل الساساني كيوس شقيق خسرو الأول. وابن الشاه قباد الأول كانت أسرة باوند اخر مملكة ساسانية حكمت في شمال إيران من سنة 651 وحتى 1349، متأرجحة بين الاستقلال التام والخضوع كتابع لحكام محليين أقوياء.

## قائمة الحكام

### كيوسية
- فروخ‌زاد (651–665)
- كيخسرو (665–673)
- سهراب الأول (673–717)
- مهر مردان (717–755)
- سهراب الثاني (755–772)
- شروين الأول (772–817)
- سابور (825)
- حكم كارينيد مازيار (825-839)
- کارن الأول (839–867)
- رستم الأول (867–895)
- شروين الثاني (896–930)
- شهريار الثاني (930–964)
- رستم الثاني (964–979)
- المرزبان (979–986)
- شروين الثالث (986)
- شهريار الثالث (986-987)
- المرزبان (987–998)
- شهريار الثالث (998)
- المرزبان (998-1006)
- أبو جعفر محمد (???-1027)
- کارن الثاني (1057-1074)

### إسپهبذية
- شهريار الرابع (1074–1114)
- كارن الثالث (1114–1117)
- رستم الثالث (1117–1118)
- علي الأول (1118–1142)
- شاه غازی رستم الرابع (1142–1165)
- حسن (1165–1173)
- أردشير الأول (1173–1205)
- رستم (1205–1210)

### كينخوارية
- أردشير الثاني (1238–1249)
- محمد (1249–1271)
- علي الثاني (1271)
- يزدجرد الرابع (1271–1300)
- شهريار (1300–1310)
- شاه كيخسرو (1310–1328)
- شرف الملوك (1328–1334)
- حسن الثاني (1334–1349)

## المصدر
1. ↑  خط فهلوي spelling:  (ʾylʾnštr')
كتابة نقشية بهلوية spelling: 𐭠𐭩𐭥𐭠𐭭𐭱𐭲𐭥𐭩 (ʾyrʾnštry)، 𐭠𐭩𐭫𐭠𐭭𐭱𐭲𐭥𐭩 (ʾylʾnštry)
فارسية حديثة: ایرانشهر
2. ↑  (Wiesehofer 1996)
3. ↑  "CTESIPHON – Encyclopaedia Iranica". Iranicaonline.org. مؤرشف من الأصل في 2019-05-17. اطلع عليه بتاريخ 2016-03-22.
4. ↑  Bosworth, C. E. (1968). "The Political and Dynastic History of the Iranian World (A.D. 1000–1217)". In Boyle, J.A. The Cambridge History of Iran, Volume 5: The Saljuq and Mongol periods. Cambridge: Cambridge University Press. pp. 1–202. ISBN 0-521-06936-X. "نسخة مؤرشفة". مؤرشف من الأصل في 2018-06-25. اطلع عليه بتاريخ 2018-06-25.{{استشهاد ويب}}:  صيانة الاستشهاد: BOT: original URL status unknown (link)